# Silke Petersen
Silke Petersen (* 1965 in Hamburg) ist eine deutsche evangelische Theologin. Sie ist seit März 2011 außerplanmäßige Professorin für Neues Testament an der Universität Hamburg.

## Leben
Von 1994 bis 1997 war sie wissenschaftliche Mitarbeiterin am Institut für Neues Testament der Universität Hamburg, wo sie 1998 promoviert wurde. Mit Postdoktorandinnen-Stipendium forschte sie 1998/1999 an der Universität Würzburg im Graduiertenkolleg Zur Wahrnehmung der Geschlechterdifferenz in religiösen Symbolsystemen. Hochschulassistentin war sie von 1999 bis 2003 am Institut für Neues Testament der Universität Hamburg, wo sie sich 2005 im Fach Neues Testament habilitierte. Sie hatte Lehraufträge an den Universitäten Gießen, Heidelberg, Hamburg und Duisburg-Essen. Im Sommersemester 2009 vertrat sie anteilig die Professur für Biblische Exegese und Frühjüdische Religionsgeschichte an der Universität Hamburg. Anschließend vertrat sie im Wintersemester 2009/2010 die Professur für Neues Testament an der Christian-Albrechts-Universität zu Kiel.
Ihre Forschungsschwerpunkte sind das Johannesevangelium, apokryphe Evangelien, die Jesusüberlieferung, Maria Magdalena, feministische Exegese und Hermeneutik und Genderfragen.

## Publikationen (Auswahl)
- „Zerstört die Werke der Weiblichkeit!“ Maria Magdalena, Salome und andere Jüngerinnen Jesu in christlich-gnostischen Schriften (= Nag Hammadi and Manichaean studies, Band 48). Brill, Leiden u. a. 1999, ISBN 90-04-11449-1 (zugleich Dissertation, Hamburg 1998).
- Brot Licht und Weinstock. Intertextuelle Analysen johanneischer Ich-bin-Worte (= Novum Testamentum Supplements, Band 127). de Gruyter, Berlin u. a. 2005, ISBN 3-11-018478-8 (zugleich Habilitationsschrift, Hamburg 2005).
- als Herausgeberin mit Benita Joswig und Christine Gerber: Gott heißt nicht nur Vater. Zur Rede über Gott in den Übersetzungen der „Bibel in gerechter Sprache“ (= Biblisch-theologische Schwerpunkte, Band 32). Vandenhoeck & Ruprecht, Göttingen 2008, ISBN 3-525-61609-0.
- als Herausgeberin mit Judith Hartenstein und Angela Standhartinger: Eine gewöhnliche und harmlose Speise? Von den Entwicklungen frühchristlicher Abendmahlstraditionen.  Gütersloher Verl.-Haus, Gütersloh 2008, ISBN 3-579-08027-X.
- als Herausgeberin mit Christine Gerber und Wolfram Weiße: Unbeschreiblich Weiblich. Neue Fragen zur Geschlechterdifferenz in den Religionen (= Theologische Frauenforschung in Europa, Band 26). Lit-Verl., Berlin 2011, ISBN 978-3-643-11069-5.
- Maria aus Magdala. Die Jüngerin, die Jesus liebte (= Biblische Gestalten, Band 23). Evang. Verl.-Anst., Leipzig 2011, ISBN 978-3-374-02840-5.
  - Maria aus Magdala. Die Jüngerin, die Jesus liebte (= Biblische Gestalten, Band 23). 2. korrigierte Auflage, Evang. Verl.-Anst., Leipzig 2015, ISBN 978-3-374-02840-5.
- als Herausgeberin mit einem Geleitwort von Ulrich Luz: Eckhard Rau, Perspektiven des Lebens Jesu. Plädoyer für die Anknüpfung an eine schwierige Forschungstradition (= Beiträge zur Wissenschaft vom Alten und Neuen Testament, Band 203). Kohlhammer, Stuttgart 2013, ISBN 3-17-022954-0.
- als Herausgeberin mit Andrea Bieler, Christine Gerber und Angela Standhartinger: Weniger ist Mehr. Askese und Religion von der Antike bis zur Gegenwart. Evangelische Verlagsanstalt, Leipzig 2015, ISBN 978-3-374-04169-5.